# Maria Wachtler
Maria Wachtler FMA (* 5. August 1935 in Zanegg, Ungarn; † 5. September 2016 in Caracas) war eine österreichische Don-Bosco-Schwester und Missionarin.
Wachtler wurde 1935 im ungarischen Mosonszolnok (deutsch Zanegg) geboren, zog mit ihrer Familie nach Neusiedl am See und trat später der Ordensgemeinschaft der Don-Bosco-Schwestern bei. Im Jahr 1965 verließ sie Österreich, um in Venezuela tätig zu werden. Dort lebte und arbeitete sie mit den Yanomami, einem indigenen Volk im Grenzgebiet zwischen Venezuela und Brasilien. Gemeinsam mit anderen Don-Bosco-Schwestern baute sie ein funktionierendes Unterrichtssystem auf und sorgte für die Gewährleistung medizinischer Grundversorgung.
Für ihr Engagement erhielt sie 1996 den mit 10.000 Euro dotierten Romero-Preis der Katholischen Männerbewegung Österreichs. Des Weiteren wurde ihr Einsatz zum Aufbau eines zweisprachigen Schulsystems sowie das Verfassen der Grammatik der Yanomami-Sprache 1988 mit ihrer Abbildung auf einer venezolanischen Briefmarke gewürdigt.

## Veröffentlichungen
- Maria Wachtler: Die Caoba-Bäume sind gewachsen, 25 Jahre Missionsarbeit bei den Yanomami in Venezuela. Vorwort von Stefan László und Irenäus Eibl-Eibesfeldt. Selbstverlag Maria Wachtler, Gattendorf 1990, DNB 942435583.